# 84
Cette page concerne l'année 84  du calendrier julien. Pour l'année 84 av. J.-C., voir 84 av. J.-C. Pour le nombre 84, voir 84 (nombre).
L'année 84 est une année bissextile qui commence un jeudi.

## Événements
- Été : Julius Agricola continue la conquête de la Bretagne et défait les Calédoniens de Calgacus au mont Graupius dans les Highlands au terme d'une septième campagne (83 ou 84). Selon Tacite, 10 000 Bretons et 360 Romains sont tués[1].
- Une escadre romaine, envoyée par Agricola après sa victoire, fait pour la première fois le tour de la Grande-Bretagne par le nord, découvrant les Orcades et les Shetland (83-84)[2].
- Domitien concentre des troupes sur le bas-Danube en prévision d'une campagne contre les Sarmates (Roxolans et Iazyges) qui ont récemment envahi la Mésie et tué son gouverneur Fonteius Agrippa ; il prévoit aussi une action à partir de la Pannonie contre les Suèves (Marcomans et Quades). Ces projets conduisent à l'annulation de la poursuite des campagnes d'Agricola en Écosse et de son plan d'invasion de l'Irlande[3].